# 일류신 Il-18

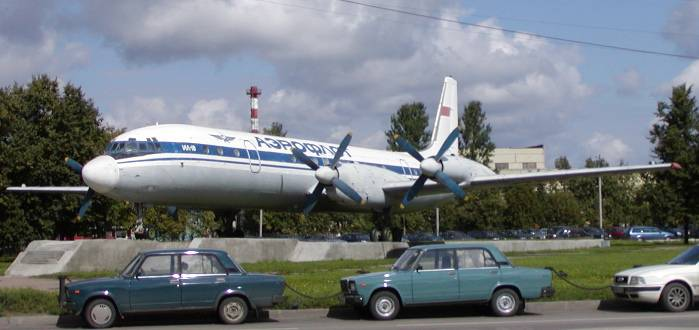
모스크바의 셰레메티예보 국제공항에서 전시중인 IL-18

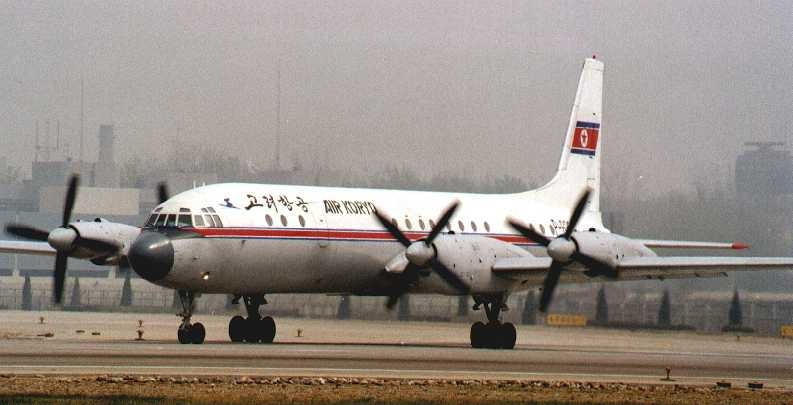
고려항공의Il-18V

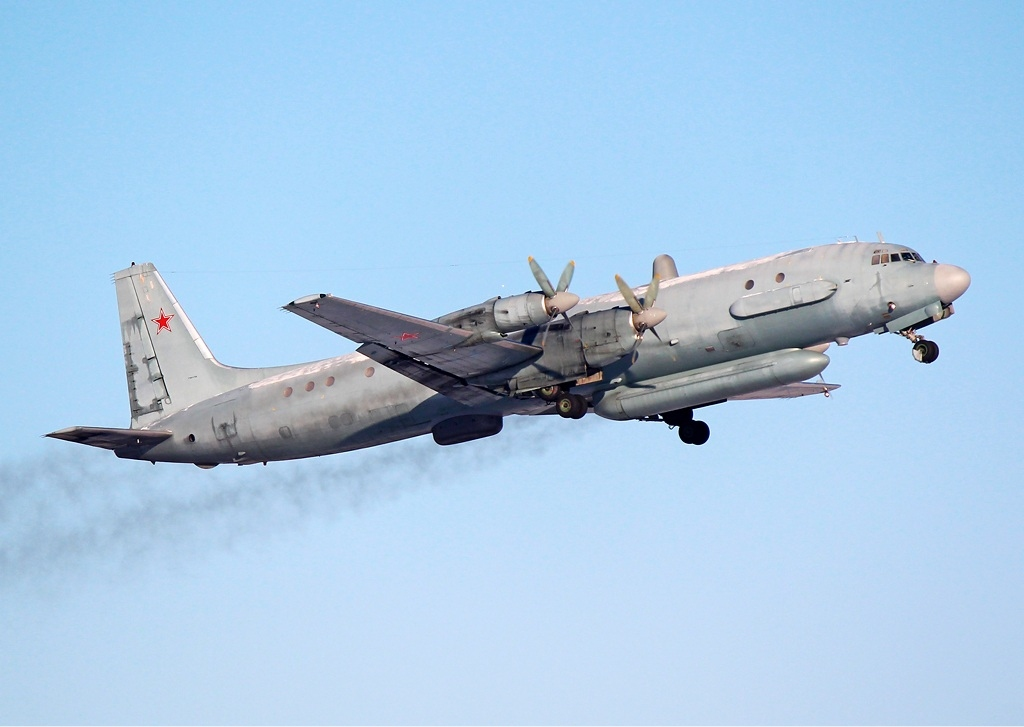
러시아 공군의 IL-20 정찰기

일류신 설계국에서 설계 및 제조한 일류신 Il-18(Ильюшин Ил-18)이라는 이름의 기체는 크게 두 가지가 있다.
하나는 1946년 4발 피스톤 엔진 프로펠러기이고 다른 하나는 1957년 록히드 L-188 일렉트라 여객기의 영향을 받아 이와 동급의 기종으로 등장한 4발 터보프롭기이다.
전자의 경우는 실험기만 제작되고 이듬해 프로젝트가 취소되었지만 후자는 이 전자의 사업이 재개되어 새로운 프로토타입이 다시 만들어졌고 이후 양산에 들어가 800대가 넘는 기체가 만들어졌다. 이들은 구 공산권 국가를 중심으로 적지 않은 수가 사용되었으며 지금도 100여대 정도가 화물기 등으로 현역에서 활동하고 있다. 일반적으로 IL-18이라 함은 이 후자를 지칭하는 경우가 많으며 이곳에서도 여기서부터 설명하는 IL-18은 이 후자에 해당된다.

## 개요
IL-18은 여객기로 설계된 4발 터보프롭 항공기이며 설계에는 12년 정도가 걸렸다. 이 비행기는 제법 평판이 좋은데 신뢰성과 경제성이 높은 것은 물론이고 각 버전마다 좌석수나 항속거리를 늘리는 등 다양한 종류가 있기 때문이다. 또한 이 기종은 VIP전용기도 있으며 군용기 버전으로 IL-20, IL-22, IL-24, 그리고 IL-38등이 있다.
IL-18은 북한 고려항공에서도 여객기로 사용되었다. 지금은 퇴역했고, 그 제트기 버전의 후속형인 일류신 Il-62를 참매 1호라고 부르며, 김정은 전용기로 사용중이다.
IL-20은 러시아 공군의 정찰기 버전이다. 미국의 EP-3와 비교된다. 2018년 시리아 내전에서 러시아 공군의 IL-20 정찰기가 시리아군에 오인 격추되었다. 이스라엘 공군 F-16I 전투기 4대가 시리아군의 방공망에 걸리자, 도망치면서 IL-20 정찰기를 방공망으로 몰아냈으며, 시리아군과 러시아군과의 상호호환성 문제로 피아식별이 되지 않아, 같은 편을 요격했다.

## 제원 (Il-18D)
일반 특성
- 승무원: 9명
- 수용량: 승객 65-120명
- 길이: 35.9 m (117 ft 9 in)
- 날개폭: 37.4 m (122 ft 8 in)
- 높이: 10.165 m (33 ft 4 in)
- 날개면적: 140 m2 (1,500 sq ft)
- 경하중량: 35,000 kg (77,162 lb)
- 최대이륙중량: 64,000 kg (141,096 lb)
- 연료적재량: 30,000 l (6,599 imp gal)
- 동체직경: 3.5 m (11 ft)
- 최대착륙중량: 52,600 kg (115,963 lb)
- 엔진: 4 × Ivchenko AI-20M axial flow 터보프롭 엔진, 3,170 kW (4,250 hp) 각각
- 프로펠러: 4엽 AW-68 I constant speed feathering 프로펠러, 직경 4.5 m (14 ft 9 in)

성능
- 최대속도: 675 km/h (419 mph; 364 kn), 마하 0.65
- 순항속독: 625 km/h (388 mph; 337 kn), 고도 8,000 m (26,247 ft)
- 순항거리 6,500 km (4,039 mi; 3,510 nmi), 화물 6,500 kg (14,330 lb), 최대연료량, 1시간 비행용 예비연료
  - 3,700 km (2,299 mi), 최대화물량 13,500 kg (29,762 lb), 최대출력의 85% 유지
- 최고고도: 11,800 m (38,700 ft)

항법장비

## 같이 보기
관련 개발
- An-10
- An-22
- Y-8

유사 항공기
- P-3 오라이온 - B-29와 비슷한 군용기. 프로펠러 4개, 최대이륙중량 70톤.
- 록히드 L-188 일렉트라 - P-3 오라이온의 여객기 버전. 100인승.
- Y-8 - 중국
- An-12 - 러시아